# Dave Rude
Dave Rude (Oakland, 14 giugno 1978) è un chitarrista statunitense, dal 2006 entrato come seconda chitarra nei Tesla.
È inoltre il leader di un suon progetto solista denominato Dave Rude Band, in cui oltre a suonare la chitarra si cimenta pure al canto.

## Biografia
Rude comincia a suonare la chitarra all'età di nove anni influenzato soprattutto da Slash, Stevie Ray Vaughan, Joe Perry, Mike Campbell e Tom Petty and the Heartbreakers. Dopo una lunga gavetta passata a suonare nei club di San Francisco, nel 2006 viene scoperto dal chitarrista Frank Hannon dei Tesla, che decide di contattarlo sul suo profilo MySpace ufficiale. Inizialmente Rude si unisce soltanto alla Frank Hannon Band, ma dopo la dipartita di Tommy Skeoch entra definitivamente nei Tesla come secondo chitarrista, con cui debutta durante il tour estivo di quell'anno. Nel 2007 incide il suo primo lavoro con il gruppo, il doppio album di cover Real to Reel, seguito nel 2008 dal disco di inediti Forever More, in cui collabora anche alla stesura dei brani.

## Discografia

### Tesla
- Real to Reel (2007)
- Forever More (2008)
- Alive in Europe (2010)
- Twisted Wires & the Acoustic Sessions (2011)
- Simplicity (2014)
- Mechanical Resonance Live (2016)
- Shock (2019)

### Dave Rude Band
- Dave Rude Band (2007)
- Carry Me Home (2008)
- The Key (2013)